# SBSテレビ夕刊
『SBSテレビ夕刊』（SBSテレビゆうかん）は、1971年10月から2009年3月27日まで静岡放送（SBSテレビ）で放送された夕方の報道番組（静岡県内ローカル、協力：静岡新聞）。

## 概要
正式なタイトルは、当初は「SBSテレビ夕刊」だけであったが、1990年4月以後はTBSから18時台前半に放送される全国ニュースの名称を「JNN」のみ省いて付ける。よって、全国ニュースの題名が変わるごとに後ろのサブ題名が変わる仕組みだった。
- 1990年4月から2005年3月「SBSテレビ夕刊 ニュースの森」
- 2005年4月から終了まで「SBSテレビ夕刊 EVENING NEWS（イブニング・ニュース）」

ただし、『JNNニュースコープ』が放送されていた時代、新聞番組表には、『ニュースコープ』を当番組の全国ニュースパート扱いとされていたことがあった。
1971年10月放送開始。静岡県内の民放で初、JNN系列局においても山陽放送（岡山県）に続く本格的なローカルニュースワイドとしてスタートし、静岡県内の様々な地域問題を率先的に取材、視聴者とともにその問題を解決するための工夫を提案してきた。また県内各地の風土や地域文化を取り上げた特集も多数制作していた。
静岡放送の社史などによると、番組開始当初は平日18時台にローカルニュースワイドを制作することが「冒険」「無謀な賭け」などと反対する意見もあったことから、様子を見るという名目のもと月曜・水曜・金曜の隔日放送としてスタートを切ったとされている。その後の視聴率推移や社内体制の整備を踏まえ、開始1年後から毎日放送される完全な形での帯番組となったということである。
最終期の放送時間は毎週月曜 - 金曜 17:45 - 18:55（途中17:50 - 18:16は『JNNイブニングニュース』を挿入）。
ハイビジョン制作で、2005年6月1日から地上デジタル放送がスタートするのに伴い、同年5月30日放送分をもってオープニングCGとセットがハイビジョン対応のものに変更された。また、県内のテレビ局で唯一スタジオ映像とCGを合成できる設備（バーチャルシステム、Nスタジオに常設）を有しており、番組の各所で使用していた。
また、地上デジタル放送では画角4:3の映像が出る場合、左右に「SBSNEWS」というサイドパネルが付加されていた。キー局のTBSでは、画角4:3でもサイドパネルは付加されていなかったが、SBSでは当番組を含むローカルニュース内に限ってサイドパネルを多用していた（ネットワークニュースへの出中ではサイドパネルは付加されなかった）。
2009年3月27日放送分をもって38年続いたこの番組は終了。同年3月30日からは『SBSイブニングeye→イブアイしずおか』が16:45から放送されている（同日放送開始の『総力報道!THE NEWS』を内包）。

## SBS土曜スコープ
毎週土曜日の18:00 - 18:30には姉妹編の番組『SBS土曜スコープ』を放送。同番組は2007年3月まで続いた。
2007年4月から2008年3月までは『SBS土曜夕刊 スポーツ&ニュース』にリニューアルして放送された。
この影響で、毎日放送発の18時からのネット番組（通称土6）は、1週遅れの土曜17:30 - 18:00に放送されていた。
2008年4月5日から『JNN報道特集』（TBS系）の放送時間移動で17:30に『報道特集NEXT』が開始するため、2008年3月29日に番組終了となり、『SBSみなスポ5』が『報道特集NEXT』前枠の17:00に放送開始した。

## 出演者

### SBSテレビ夕刊

#### 最終期での出演者
- 野路毅彦
- 水野涼子（月 - 水担当）
- 小沼みのり（木・金担当）
- 澤登正朗（スポーツコメンテーター：月曜日）
  - 中澤志月（スポーツ担当：2003年4月 - 2005年9月）
  - 重長智子（スポーツ担当：2005年9月 - 2007年9月）

#### 過去の出演者
全員がSBSのアナウンサーもしくは記者（一部現役）である。
- 神村敏行
- 青木輝
- 松野輝洋（前藤枝市長）
- 石垣祐市
- 川端信正
- 鈴木昭儀
- 今村政司
- 上原孝男
- 沢木久雄
- 野田靖博
- 池谷正子
- 上藤美紀代
- 首藤美貴
- 長谷川玲子
- 宮田晶子
- 鈴木通代

### SBS土曜スコープ
- 伊藤充宏（SBS記者）
- 小沼みのり
- ほか、特集担当のSBS記者（不定で1 - 2名）
  - 中澤志月（2003年4月 - 2005年9月）

### SBS土曜夕刊 スポーツ&ニュース
- 小沼みのり
- 重長智子